# پریرو
پریرو (به ایتالیایی: Priero) یک کومونه در ایتالیا است که در استان کونیو واقع شده‌است.

## خصوصیات
پریرو ۲۰٫۲ کیلومترمربع مساحت و ۵۰۴ نفر جمعیت دارد و ۴۷۵ متر بالاتر از سطح دریا واقع شده‌است.